# NTAN1
NTAN1 (англ. N-terminal asparagine amidase) – білок, який кодується однойменним геном, розташованим у людей на 16-й хромосомі. Довжина поліпептидного ланцюга білка становить 310 амінокислот, а молекулярна маса — 34 677.
| 10         |  | 20         |  | 30         |  | 40         |  | 50         |
| ---------- |  | ---------- |  | ---------- |  | ---------- |  | ---------- |
| MPLLVEGRRV |  | RLPQSAGDLV |  | RAHPPLEERA |  | RLLRGQSVQQ |  | VGPQGLLYVQ |
| QRELAVTSPK |  | DGSISILGSD |  | DATTCHIVVL |  | RHTGNGATCL |  | THCDGTDTKA |
| EVPLIMNSIK |  | SFSDHAQCGR |  | LEVHLVGGFS |  | DDRQLSQKLT |  | HQLLSEFDRQ |
| EDDIHLVTLC |  | VTELNDREEN |  | ENHFPVIYGI |  | AVNIKTAEIY |  | RASFQDRGPE |
| EQLRAARTLA |  | GGPMISIYDA |  | ETEQLRIGPY |  | SWTPFPHVDF |  | WLHQDDKQIL |
| ENLSTSPLAE |  | PPHFVEHIRS |  | TLMFLKKHPS |  | PAHTLFSGNK |  | ALLYKKNEDG |
| LWEKISSPGS |  |            |  |            |  |            |  |            |

A: Аланін

C: Цистеїн

D: Аспарагінова кислота

E: Глутамінова кислота

F: Фенілаланін

G: Гліцин

H: Гістидин

I: Ізолейцин

K: Лізин

L: Лейцин

M: Метіонін

N: Аспарагін

P: Пролін

Q: Глутамін

R: Аргінін

S: Серин

T: Треонін

V: Валін

W: Триптофан

Кодований геном білок за функцією належить до гідролаз. 
Локалізований у цитоплазмі.